# Pablo Bocco
Pablo Bocco es un exfutbolista y entrenador argentino.  
Actualmente dirige a las inferiores del Tampico Madero Fútbol Club

## Clubes como futbolista
| Club                            | País      | Año         |
| ------------------------------- | --------- | ----------- |
| Club Atlético Belgrano          | Argentina | 1993 - 1997 |
| Real Sociedad de Zacatecas      | México    | 1997 - 2000 |
| Toros Neza                      | México    | 2001 - 2002 |
| Club Zacatepec                  | México    | 2001 - 2002 |
| Asociación Atlética Estudiantes | Argentina | 2002        |
| Club Deportivo Motagua          | Honduras  | 2003        |
| Tampico Madero Fútbol Club      | México    | 2004 - 2007 |
| Club Social y Deportivo Roca    | Argentina | 2007 - 2008 |
| Club Atlético Tiro Federal      | Argentina | 2009        |

## Clubes como entrenador
| Club                          | País   | Año           |
| ----------------------------- | ------ | ------------- |
| Cruz Azul Fútbol Club Femenil | México | 2017-2018     |
| Tuxtla F.C.                   | México | 2018-2018     |
| Tampico Madero Fútbol Club    | México | 2022-presente |